# Onesimo (ceramografo)
Onesimo (in greco antico: ῎Ονήσιμος?, Onésimos; fl. 505 a.C. / 480 a.C.) è stato un ceramografo greco antico, originario dell'Attica e attivo ad Atene, formatosi nel Gruppo dei pionieri, allievo di Eufronio.

## Attività
Fu principalmente un pittore di coppe a figure rosse, in gran parte create nell'officina di Eufronio il quale firma come ceramista l'unica coppa giunta sino a noi recante il nome di Onesimos, conservata al Louvre (B2). Fu anche autore di diverse coppe a fondo bianco, una piccola serie di coppe di alta qualità la cui produzione iniziò nel periodo di attività di Onesimos.
Onesimos preferisce scene di vita quotidiana e le rare rappresentazioni del mito danno luogo ad opere eccezionali come la grande coppa con scene dell'Ilioupersis, firmata da Eufronio come ceramista, dove il tema unico coinvolge l'intera coppa in uno stretto rapporto tra forma del vaso e decorazione. Si tratta di uno dei più antichi esempi conosciuti della rara coppa di tipo C, la quale, con il suo stelo robusto, appare senz'altro più adatta alle dimensioni di questa grandissima kylix (46 cm di diametro), rispetto all'elegante delicatezza del tipo B. Anche la decorazione è inusuale, con una fascia figurata che circonda il tondo centrale, tra il bordo e una fascia a meandri. Nel tondo interno è raffigurata l'uccisione di Priamo per mano di Neottolemo, il fregio reca altri episodi del ciclo dell'Ilioupersis; all'esterno si trovano l'episodio dell'allontanamento di Briseide da Achille e un combattimento tra due personaggi tentativamente identificati come Aiace e Ettore.
Il problema sollevato inizialmente da John Beazley relativa alla sovrapposizione tra il Pittore di Panaitios e Onesimos, alla quale si aggiunge quella meno convincente di un Eufronio in fase tarda, per la somiglianza tra le figure dei comasti sul cratere di Arezzo di Eufronio (Museo archeologico statale Gaio Cilnio Mecenate 1465) e alcune delle coppe assegnate da Beazley al Pittore di Panaitios, tende a risolversi in favore di una identificazione con la personalità di Onesimos e del suo sviluppo verso un disegno di eguale qualità, ma più quieto e ingentilito.